# Білоруський автомобільний завод
БелАЗ (біл. Беларускі аўтамабільны завод, укр. Білоруський автомобільний завод) — білоруський автомобільний завод. Понад 40 років виготовляє вантажні машини зокрема для гірничорудної промисловості. Самоскиди призначені в основному для кар'єрних робіт, вивозу скальних порід, руди, вапняка, піску, гравію.
Випускає кар'єрні самоскиди вантажопідйомністю 30-360 т, шарнірно-з'єднані самоскиди підвищеної прохідності, фронтальні навантажувачі, колісні бульдозери, великоваговози і шлаковози для металургійних підприємств, шахтні вагони, механізовані кріплення для підземних робіт, аеродромні тягачі, поливозрошувальні машини, інше важке транспортне обладнання.
З маркою «БелАЗ» в гірничій промисловості України працює 24 % великовантажних автомобілів, РФ — 56 %, в Казахстані — 11 %. Всі кар'єрні самоскиди виконані з колісною формулою 4х2, з передніми керованими і задніми ведучими колесами, з підвіскою на пневмогідравлічних циліндрах. Автосамоскиди вантажопідйомністю до 55 т виготовляються з гідромеханічною трансмісією, а 80 т і більше — з електромеханічною.

## Історія
Будівництво поблизу м. Жодіно під Мінськом заводу торф'яного машинобудування почалося в 1947 р. У 1958 в Жодіно передали з Мінського автозаводу виробництво 25-тонних самоскидів МАЗ-525. Згодом, підприємство було перейменоване в Білоруський автомобільний завод. Перша самостійно розроблена ним модель — 27-тонний БелАЗ-540 — з'явилася в 1961. До 1986 завод міг випускати до 6000 од. такої техніки на рік, що становило половину їх світового виробництва. До складу ВАТ «БелАЗ» включені такі підприємства як ВАТ «Кузлитмаш», СЗАТ «Могилівський вагонобудівний завод», РУП «Стародорожський механічний завод». За більш ніж півстолітню історію підприємства тут випущено понад 130 тис. од. кар'єрної техніки — це набагато більше його основного конкурента — компанії Caterpillar. БелАЗи — найбільші автомобілі на просторі колишнього Радянського Союзу — працюють майже в 50 країнах світу. Продукція заводу неодноразово нагороджувалася призами за якість на різних міжнародних виставках.
- У вересні 1965 розпочався серійний випуск 27-тонного самоскиду БелАЗ-540.
- 40-тонний БелАЗ-548.
- 45-тонний автопоїзд БелАЗ-540В.
- 65-тонний автопоїзд БелАЗ-548В (випробовувався на Токтогульській ГЕС; двигун 520 к.с.)[6].

В серпні 2020 частина працівників заводу долучилася до національного страйку з вимогою відставки керівника Білорусі Олександра Лукашенка.

## Сучасність
25.09.2013 Білоруський автомобільний завод представив найбільший у світі самоскид «БелАЗ-75710». Вантажопідйомність транспортного засобу становить 450 т. «Ми готуємо документи для представлення самоскида вантажопідйомністю 450 тонн до Книги рекордів Гіннесса», — повідомив головний конструктор по кар'єрній техніці «БелАЗу» Леонід Трухнов, передало Білоруське телеграфне агентство.
Загальна маса нового великовантажовика 810 т, максимальна швидкість — 64 км/год. Автомобіль пересувається завдяки двом дизельним двигунам. Найскладнішим виявилося підібрати шини. Вони повинні були витримувати загальну навантаження у 810 т. Зі спецзамовленням впорався «Бріджстоун».
На кар'єрах працюють автосамоскиди БелАЗ до 220 т.

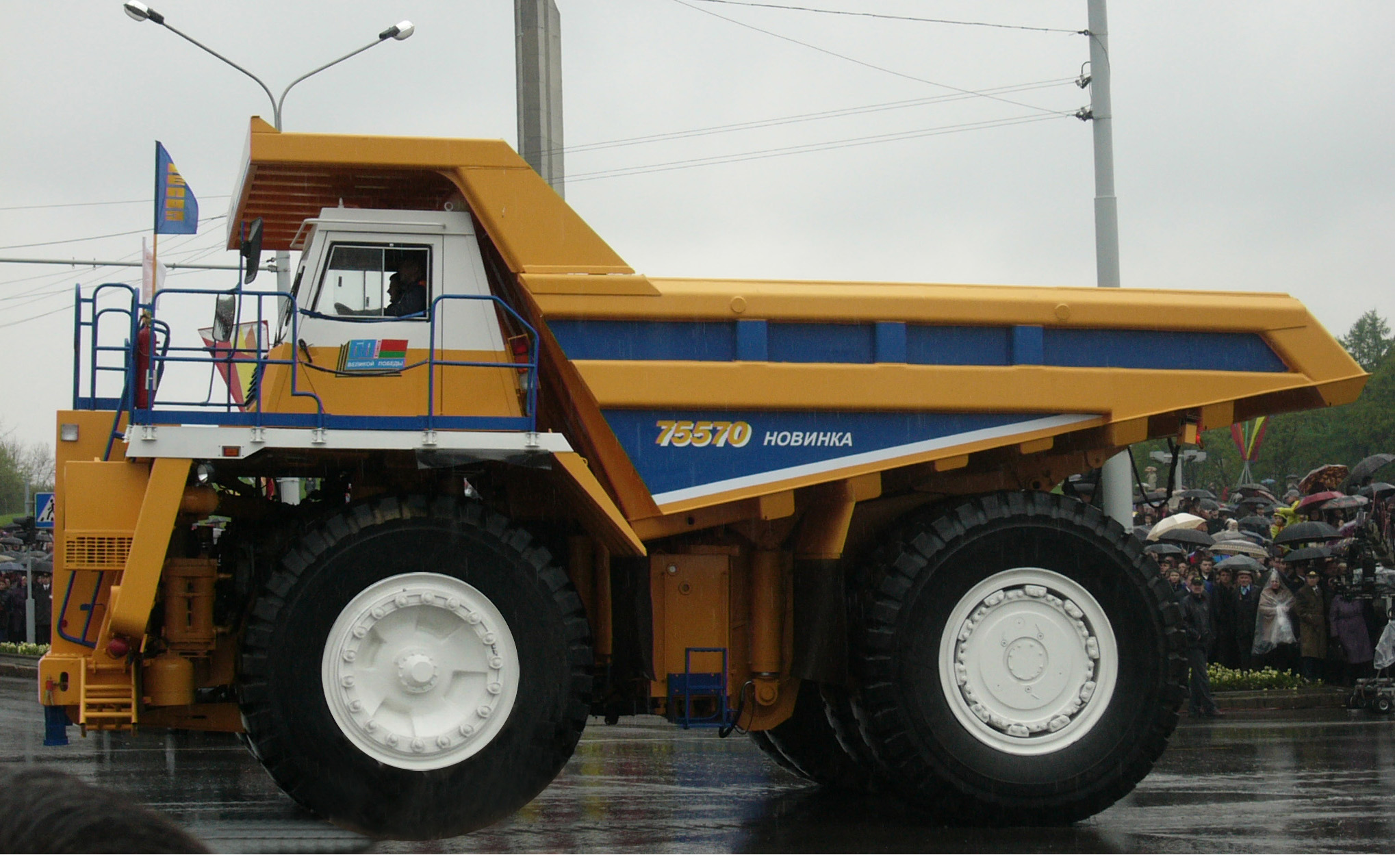
БелАЗ 75570
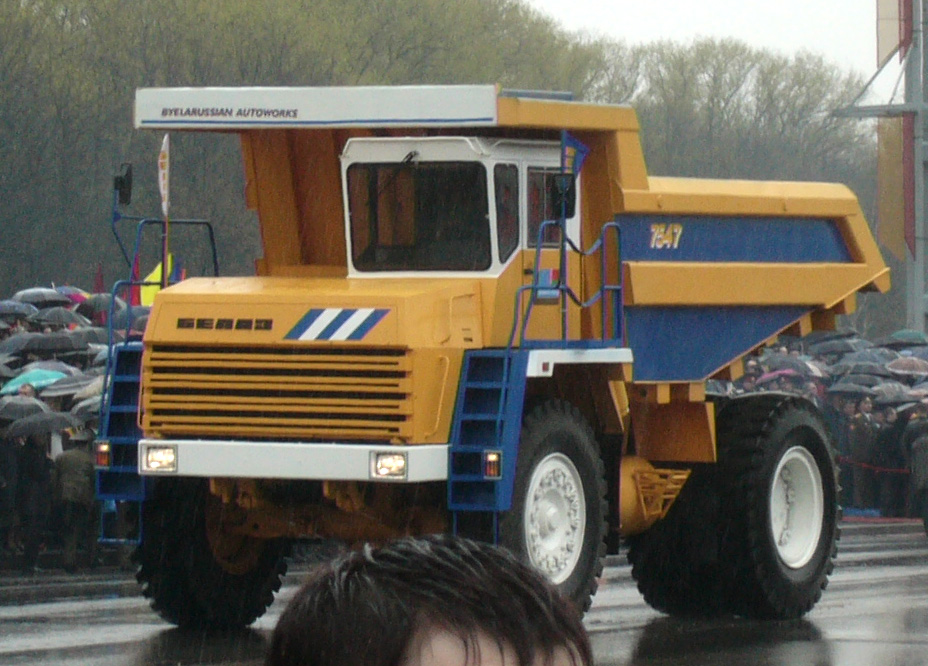
БелАЗ 7547
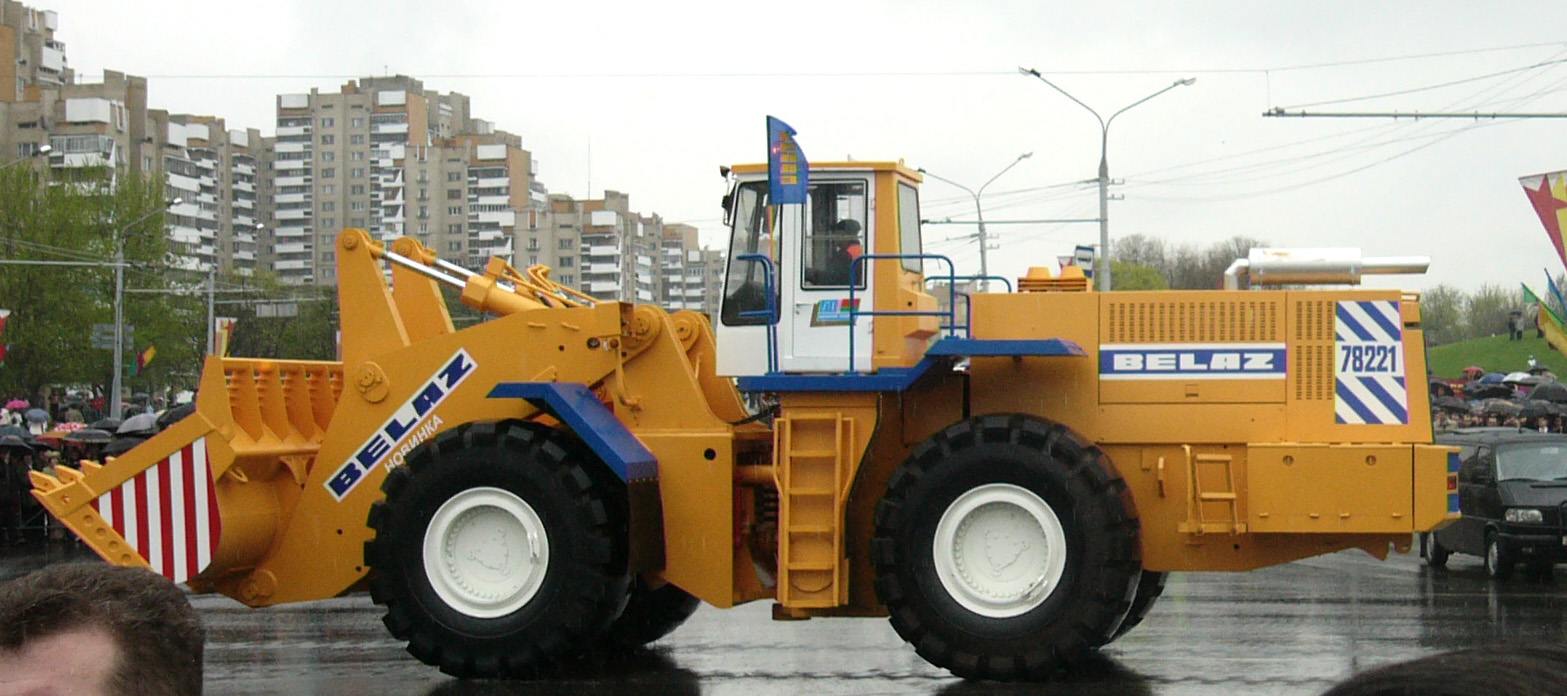
БелАЗ 78221
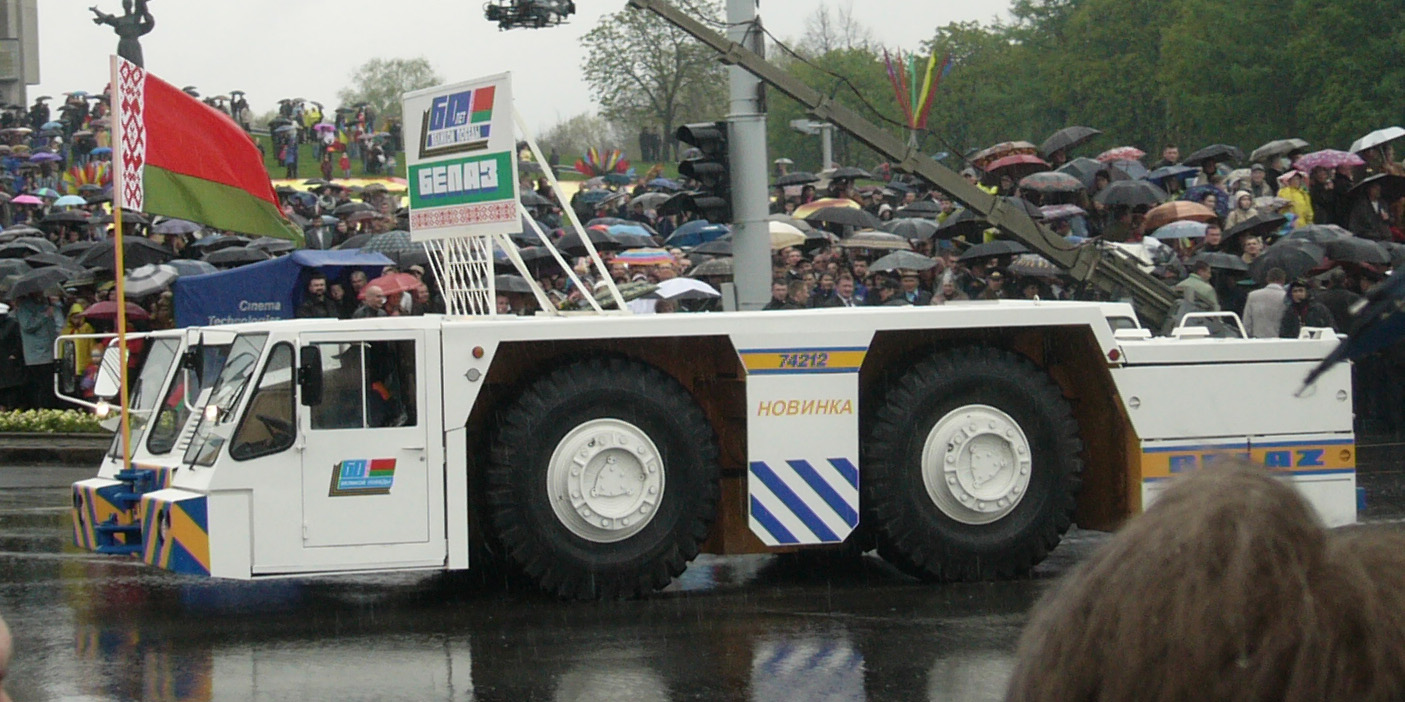
БелАЗ 74212

## Міжнародні санкції
21 червня 2021 року автомобільний завод був внесений до «чорного списку ЄС» як «джерело значущих доходів для режиму Лукашенка» і відповідальний за репресії проти громадянського суспільства. У своєму рішенні Європейська рада позначила, що відкрите акціонерне товариство надало свої приміщення та обладнання для проведення політичної акції в підтримку режиму, а співробітників, які брали участь у страйках і мирних акціях протесту, лякало і загрожувало їм звільненнями, наприклад, група людей була закрита в приміщенні, щоб не допустити її приєднання до інших учасників акції, в той час як керівництво компанії представило ЗМІ страйк як виробничі збори. Також завод в свої санкційні списки включили Канада та Швейцарія.
У березні 2023 року США включили до списку санкційного списку «БелАЗ» та його директора Сергія Никифоровича. У травні того ж року санкції проти ВАТ «БЕЛАЗ» запровадила Україна.

### Реакція на санкції
У відповідь на санкції співпрацю з ВАТ «БелАЗ» припинили «Rolls-Royce plc», «Becker Group» і її дистриб'ютор «Geramatic OY», «Danfoss», «Liebherr», «Yokohama Rubber Company».
Згідно з спільним журналістським розслідуванням OCCRP, Білоруського розслідувальницького центру та Siena, після потрапляння «БелАЗу» у чорний список ЄС експорт його продукції в Чилі здійснювався через білоруську логістичну фірму, контрольовану громадянами Литви.